# 한국방송공사의 단막극
《한국방송공사 단막극》은 대한민국의 공영 방송사인 한국방송공사에서 단막극 형식의 드라마 종합 시리즈이다.

## 역사
드라마게임은 1984년 4월 6일 〈달리는 부부〉를 시작으로 1997년까지 방영하면서 수많은 작가를 발굴하여 발판을 마련하고, 다양한 소재를 다루면서 한층 더 드라마가 발전할 수 있는 계기를 만들어 주었다. 하지만 오랜 기간을 방영한 만큼 점차 소재의 고갈이나 시청률의 저조로 인해 종영을 맞이하게 되었다. 그 이후 새로운 모습으로 단장한 단막극 시리즈가 여러 차례 만들졌으나, 2000년부터 시작된 드라마시티 전까지는 오래 지속되지 못하고 짧은 기간내에 종영하는 악순환을 반복했다.
드라마 스페셜은 1997년 3월 9일 〈아직은 사랑할 시간〉을 첫 방송되었으나 결국 같은 해 6월 8일 〈다른 시간, 다른 장소〉을 마지막으로 14편만을 만들고 폐지되었다. 뒤이어 시작한 테마 드라마는 한 테마당 2부작으로 구성되어 방영하였으나 4편만이 방영되었을 뿐이다. 이는 SBS 《꿈의 궁전》으로 인해 시청률의 부진을 면치 못하자 1997년 7월 6일 이후 잠정 중단하고 《전설의 고향》을 제작 편성하였다. 하지만 《전설의 고향》이 끝난 뒤 재개될 예정이었으나 《아씨》가 후속으로 대체 편성되면서 사실상 테마 드라마는 종영을 맞이했다.
금요극장은 1997년 10월 31일 가을 개편으로 첫 방송을 실시하였으나, 당시 MBC 베스트극장과의 겹치기 편성 논란으로 이어져 4회 만에 폐지되었다. 참고로, 1997년 10월 24일 첫 회가 나갈 예정이었으나 준비 미비로 인해 특선영화 《가을의 전설》을 편성하고 첫 방영일도 10월 31일로 변경된 바 있다.
일요베스트는 1997년 11월 30일 〈남매〉를 시작으로 2000년 4월 30일 〈나의 사소한 연애의 역사〉까지 112편에 이르는 편수로 끝을 맺었다. 이는 드라마게임 이후 지금까지 짧게 끝난 앞 시리즈와 달리 그나마 근 3년에 걸친 시리즈였다. 한편, 일요일 밤 11시에 하던 것을 시청률 난조에 시달린 일요아침드라마 《세 여자》를 끝내고 1998년 1월 25일부터 그 자리에 편성할 예정이었으나 무산된 바 있다.
드라마시티는 2000년 5월 3일 〈벚꽃나무 아래서〉 편을 시작으로 새롭게 시리즈를 출발하였다. 이후 2007년에 MBC가 장수 단막극인 MBC 베스트극장을 방영 중지한 데 이어 KBS 1TV도 KBS TV 문학관을 잠정 폐지하여 지상파 방송에서 유일무이하게 남아 있는 단막극 시리즈가 되었다. 그러나 단막극은 실험적인 소재와 형식을 시험할 수 있는 무대이며 신인 작가와 연출자를 발굴할 수 있는 좋은 시스템이었지만, 시청률과 광고 수익면에서 고전을 면치 못하며 경영 적자를 이유로 2008년 4월 5일 봄 개편에서 폐지 대상 프로그램으로 결정되었다. 연출자와 작가 등 각계각층이 폐지 결정에 반발했으나, 결국 2008년 3월 29일 〈돈꽃〉 편을 마지막으로 8년에 걸쳐 365편에 달하는 작품을 방영했던 이 시리즈마저 종영하게 되었다.
2008년 3월 29일에 종영된 KBS 드라마시티 이후로 명맥이 끊긴 단막극이 2년 2개월 만에 각계각층의 요구에 따라 작가와 연출가가 합심하여 2010년 5월 15일 〈빨강사탕〉을 시작으로 KBS 드라마 스페셜이라는 타이틀로 현재까지 비정기적으로 방송하고 있다.
2020년 KBS디지털미디어국에서는 유튜브채널 옛날티비를 통해 풀영상을 순차적으로 공개하고 있다.

## 극본 공모
단막극 극본 공모전에서 응모 자격은 제한이 없고, 워드프로세서 (아래아 한글 또는 마이크로소프트 워드) 프로그램에 시놉시스 1 ~ 3매, A4 용지 30 ~ 35매 이내 작성하신 후에 온라인 접수으로 제출한다.

## 타이틀 변천사
| 타이틀        | 방영일                              | 참고                   |
| ------------- | ----------------------------------- | ---------------------- |
| 드라마게임    | 1984년 4월 6일 ~ 1997년 3월 2일     |                        |
| 드라마 스페셜 | 1997년 3월 9일 ~ 1997년 6월 8일     | 주1)                   |
| 테마 드라마   | 1997년 6월 14일 ~ 1997년 7월 6일    | 주2)                   |
| 금요극장      | 1997년 10월 31일 ~ 1997년 11월 21일 |                        |
| 일요베스트    | 1997년 11월 30일 ~ 2000년 4월 30일  | 주3)                   |
| 드라마시티    | 2000년 5월 3일 ~ 2008년 3월 29일    |                        |
| 드라마 스페셜 | 2010년 5월 15일 ~ 현재              | 매년 비정기적 프로그램 |

주1) 2010년부터 현재까지 방영중인 KBS 드라마 스페셜과는 제목만 같을 뿐 관련 없다.

주2) 2부작 단막극 형식으로 주말 오후 9시에 방영됐다.

주3) '금요극장'에서 제목을 변경한 동시에 시간대도 금요일 오후 9시 55분에서 일요일 오후 11시 5분으로 바뀌었다.

## 참고 자료
- 남지은 (2007년 10월 21일). “단막극, 쫄지마 죽지마 부활할거야”. 한겨레. 2007년 12월 29일에 확인함.
- 이준 (2005년 10월 2일). “단막극, 시청률 지상주의의 '희생자' - <베스트극장> 지난 3월 잠정 휴식... KBS <드라마시티> 폐지설 모락모락”. 오마이뉴스. 2006년 3월 2일에 원본 문서에서 보존된 문서. 2007년 12월 29일에 확인함.
- 김진철 기자 (2005년 5월 9일). “짧지만 긴 여운…단막극 살아난다”. 한겨레. 2006년 3월 2일에 원본 문서에서 보존된 문서. 2007년 12월 29일에 확인함.

## 같이 보기
- 한국방송공사 1TV 특집드라마
- 한국방송공사 2TV 특집드라마
- 단막극